# Síndrome del dedo azul
El síndrome del dedo azul es una enfermedad poco frecuente causada por la oclusión de pequeños vasos periféricos (con frecuencia del territorio distal del miembro inferior). La isquemia (déficit de aporte sanguíneo) provocada por esta obstrucción provoca un característico cambio de coloración en el territorio irrigado por el vaso afectado, lo que da nombre al síndrome.
Suele afectar a personas de más de 65 años, y la obstrucción suele deberse a procesos trombóticos, con frecuencia por embolización de cristales de colesterol procedentes de una placa de ateroma ulcerada. Se describe la aparición del síndrome en relación con manipulaciones quirúrgicas del territorio arterial que contiene la placa de ateroma (angiografías, etc.) pero también de manera espontánea.
El territorio que sufre la isquemia (típicamente un dedo del pie) adquiere un tono violáceo, producto del insuficiente aporte sanguíneo, y puede llegar a presentar fenómenos de necrosis. En ocasiones provoca un fallo multiorgánico de difícil diagnóstico si no se aprecia el signo periférico de cambio de coloración.
No existe ningún tratamiento de elección claro. Existe la posibilidad de extraer el émbolo quirúrgicamente o plantearse un tratamiento conservador con analgésicos y antiagregantes plaquetarios.